# Pretorianie

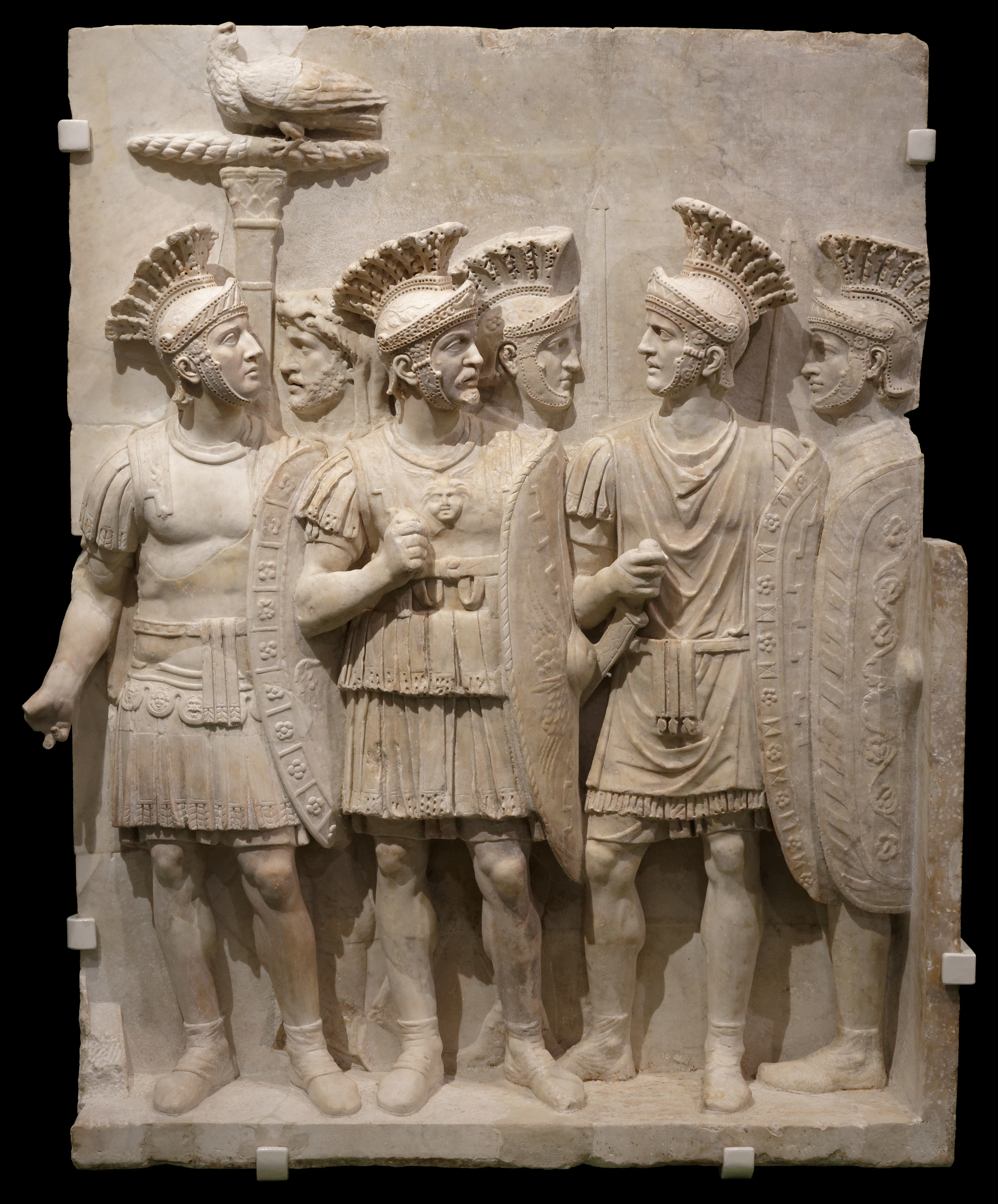
Pretorianie na płaskorzeźbie z ok. 51-52 r. n.e.

Pretorianie (łac. praetoriani, Praetoriae Cohortes) – kohorty pretoriańskie, przyboczna straż cesarzy starożytnego Rzymu. Nazwa oddziałów pochodzi od słowa praetorium, oznaczającego schronienie dowódcy w obozie .

## Charakterystyka

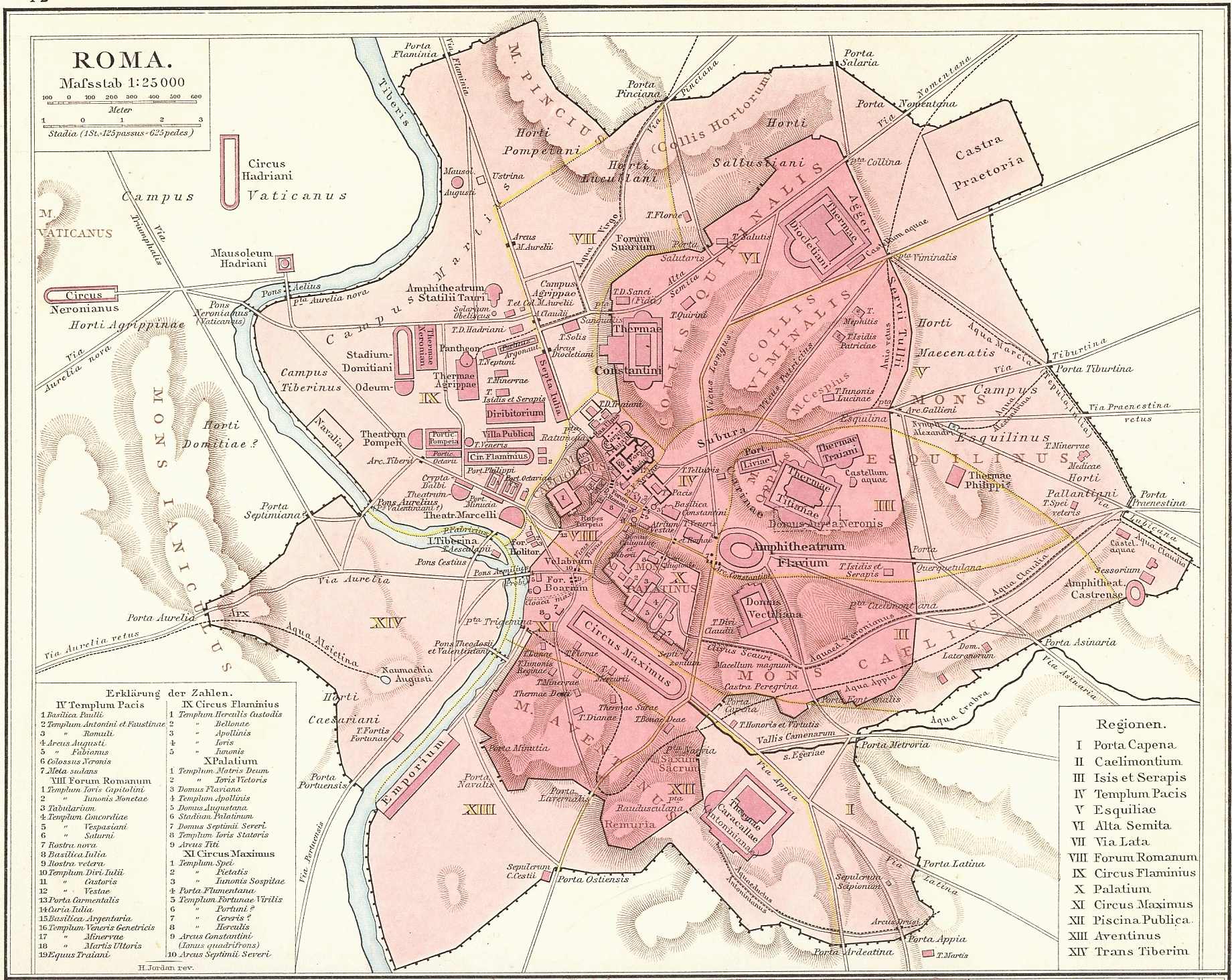
Mapa Rzymu. Siedziba pretorianów (castra praetoria) zlokalizowana na północnym wschodzie miasta

Pretorianie byli gwardią, którą dowodził prefekt (później dwóch, a nawet trzech). Początkowy stan osobowy wynosił 9000 żołnierzy podzielonych na dziewięć oddziałów – kohort (cohortes praetoriae). Jedna kohorta pretorska składała się z 480 pieszych i 120 jezdnych.
Pretorianie stacjonowali w północno-wschodniej części Rzymu, w silnie ufortyfikowanym castra praetoria.
Z założenia była to formacja elitarna, na szczycie hierarchii wojskowej, a służba w nich była zaszczytem, zarezerwowanym głównie dla mieszkańców samego Rzymu.
Stworzono szereg zachęt:
- warunek przynależności: pretorianem mógł zostać tylko mieszkaniec Italii, pierwszeństwo miał mieszkaniec samego Rzymu. Do gwardii wcielano głównie mieszkańców Etrurii, Umbrii, Lacjum i starych kolonii rzymskich.
- roczne pobory trzy razy wyższe niż zwykłego żołnierza
- czas służby – 16 lat (dla porównania w legionach 25 lat)
- wysoka odprawa dla weteranów

## Historia
W czasach republiki kohorta pretorianów była powoływana co najmniej od III wieku p.n.e., gdy ród Scypionów zaczął zyskiwać na znaczeniu, i stanowiła ochronę dowódcy armii rzymskiej  . Swoją straż przyboczną mieli również namiestnicy prowincji.
Cesarz Oktawian August powołał pretorianów jako stałą formację. W epoce julijsko-klaudyjskiej pretorianie często uczestniczyli w kampaniach wojennych towarzysząc cesarzowi . Pretorianie początkowo stacjonowali w Italii, ale Tyberiusz sprowadził wszystkie dziewięć kohort do Rzymu  . Pretorianami dowodził prefekt pretorianów (później dwóch prefektów).
Rosnący w siłę prefekci wielokrotnie sami decydowali, kto zostanie kolejnym cesarzem, często najpierw uśmiercając poprzedniego, ale większe wpływy w tej kwestii miały legiony z prowincji; w szczególności, od połowy III w. n.e., wojska stacjonujące w prowincji Iliria . Tacyt uważa, że rok 68/69 wyjawił tajemnicę panowania (arcanum imperii), a mianowicie że cesarzem zostaje się nie w Rzymie, a na prowincji . Po klęsce zadanej przez Konstantyna Maksencjuszowi w 312 r. ich koszary w Rzymie zostały zburzone, a pretorianie zostali wcieleni do różnych legionów.
Rolę gwardii przejęli protectores domestici ("opiekunowie domownicy").

### Kalendarium
- 31 n.e. – Prefekt pretorianów Lucjusz Eliusz Sejan został stracony (wraz z pewną liczbą senatorów) po tym, jak udowodniono mu spisek na życie cesarza Tyberiusza. Sejan był najbardziej zaufanym człowiekiem cesarza, w roku 31 piastował nawet godność konsula, najwyższe stanowisko administracyjne w państwie. Sejan zmierzał ostrożnie do zagarnięcia tronu dla siebie. Jemu przypisuje się zamachy na członków rodziny cesarza i jego syna.
- 41 n.e. – Oficer gwardii własnoręcznie zabił Kaligulę, a członkowie spisku wśród pretorianów obwołali cesarzem Klaudiusza z rodu Klaudiuszy Neronów. Znaczący jest fakt, że udało im się osadzić cesarza pomimo sprzeciwu senatu. To pokazuje ówczesną pozycję pretorianów w Rzymie.
- 54 n.e. – Agrypina, żona cesarza Klaudiusza, w zmowie z prefektem pretorianów Sekstusem Afraniuszem Burrusem otruła cesarza, a gwardia obwołała jej syna cesarzem Neronem. Do swojej śmierci w 62 r. n.e. Burrus (przy współudziale Seneki) rządził cesarstwem w imieniu małoletniego cesarza.
- 62 n.e. – Nowym dowódcą pretorianów został Ofoniusz Tygellinus. W 68 n.e. pretorianie podnieśli bunt przeciw Neronowi, a ten popełnił samobójstwo.
- 68 n.e. – Nowy cesarz Serwiusz Galba zdobył przychylność gwardii obietnicą wysokich nagród. Niewypełnienie obietnicy przypłacił życiem.
- 69 n.e. – Pretorianie obwołali cesarzem Salwiusza Othona. Po jego samobójstwie, cesarz Witeliusz panował około ośmiu miesięcy. Był to okres samowoli wojska i pretorianów w Rzymie, istna orgia napaści, gwałtów i grabieży. Witeliusz publicznie zrzekł się władzy, ale i tak został zamordowany.
- ok. roku 71 n.e. – Wespazjan reformując armię powierza dowództwo floty pretorianom w randze prefektów (praefecti classis praetoriae Misenensis et Ravennatis).
- Cesarz Domicjan niezwykle ważne zadania powierzał pretorianom: wojną z Dakami kierował prefekt pretorianów Cornelius Fuscus. Domicjan został zamordowany przez pretorianów podczas spisku w 96 roku.
- Cesarz Hadrian zreorganizował gwardię. Od tej pory liczyła 10 kohort. Prefekt pretorianów otrzymał władzę sądowniczą na terenie całej Italii, teoretycznie w zastępstwie cesarza, do którego można się było odwołać od wyroku.
- Za cesarza Kommodusa państwem praktycznie rządzili prefekci Tigidus Perennis, M. Aurelius Cleander. Kolejny prefekt Q. Aemilius Laetus odegrał niepoślednią rolę w zabójstwie cesarza w 192 n.e.
- 193 n.e. Kolejny cesarz – Pertynaks, obejmując tron obiecał pretorianom dary (donativa) w wysokości 12 000 sesterców na głowę, ale zdołał uzbierać tylko połowę potrzebnej sumy. Pretorianie zamordowali cesarza, a tron wystawili na przetarg. Wygrał go Didiusz Juliusz, obiecując sumę 25 000 sesterców na głowę. Z wyborem pretorianów nie zgodzili się inni ważni dowódcy wojskowi w imperium. Pretorianie zostali napiętnowani mianem "morderców Pertynaksa". Gwardia została otoczona i rozbrojona. Puszczono ich wolno zakazując zbliżania się do Rzymu na odległość bliższą niż 100 mil.
- Władzę objął nowy cesarz – Septymiusz Sewer, który utworzył nową gwardię – spośród zasłużonych żołnierzy legionowych. Od tej pory przyjęcie do gwardii stało się nagrodą za służbę w legionach. Według niektórych historyków rozpoczęło to "barbaryzację" gwardii.
- Zasadniczo nie zmieniło to zasad zmiany rządów. Syn Septymiusza Sewera – Karakalla, został zamordowany przez prefekta pretorianów Marka Opeliusza Makryna, którego obrano nowym władcą Rzymu.
- Nowy cesarz cieszył się rządami przez rok, po czym został usunięty. Kolejny – Heliogabal, po czterech latach również został zamordowany przez pretorianów.
- Za kolejnego cesarza, Aleksandra Sewera, rola pretorianów wzrosła jeszcze bardziej. Prefektów pretorianów obdarzono godnością senatorską, a posiedzeniom Senatu nawet przewodniczyli jako zastępcy cesarza. W 223 r. prefekt pretorianów Domitius Ulpianus zginął podczas wewnętrznych walk w łonie formacji. Aleksander powiększył liczbę pretorianów czterokrotnie, a naboru dokonywano wśród wszystkich legionów stacjonujących na limesie.
- 243 n.e. – Prefekt Filip I Arab zamordował cesarza Gordiana i sam został cesarzem.
- Cesarz Dioklecjan rozpoczął rozdzielanie władzy cywilnej od wojskowej. Podzielił imperium na 13 diecezji, każda diecezja miała swojego cywilnego namiestnika i wojskowego vicarius praetoris, czyli zastępcę prefekta pretorianów. Rozdzielenie administracji od wojska oznaczało w praktyce zmniejszenie roli wojskowych. Dioklecjan zmniejszył liczebność pretorianów i pozbawił ich części przywilejów.
- Dzieła dokończył Konstantyn Wielki, który podczas wielkiej reformy armii rozwiązał tę formację.